# Häcklingen
Die Ortschaft Häcklingen ist ein Stadtteil im Süden von Lüneburg, etwa 6 km von der Innenstadt entfernt. Der Stadtteil hat eine Größe von 4997 ha. Im Westen grenzt er an den Stadtteil Rettmer. Nach Norden ist er durch einen kleinen Wald vom Stadtteil Bockelsberg getrennt, nach Osten begrenzt durch die Uelzener Straße (ehemalige Bundesstraße 4). Der nächstliegende Ort Richtung Süden ist Melbeck.

## Geschichte
Grabhügel und Artefakte der Federmessergruppen belegen die Besiedelung des Fleckens seit der Jungsteinzeit.
Im Jahre 1562 baute der Konvent des Klosters St. Michaelis in Häcklingen einen Teich.
Aus dem Jahr 1696 gibt es Berichte über einen Lehrer in Rettmer, der auch Kinder aus Häcklingen unterrichtete. 1792 wurde die Schule erbaut, in die von Anfang an auch Kinder aus Rettmer gingen.
1885 wurde Häcklingen dem neu gegründeten Landkreis Lüneburg zugeordnet. Bis dahin unterstand es dem Amt Lüne.
Am 8. Mai 1902 wurde die Freiwillige Feuerwehr Rettmer-Häcklingen gegründet. Diese wurde aufgrund neuer gesetzlicher Vorschriften, nach denen jedes Dorf seine eigene Feuerwehr haben musste, im Jahre 1934 geteilt. Am 11. September wurde die eigenständige Freiwillige Feuerwehr Häcklingen gegründet.
Am 18. August 1903 erhielt das Dorf einen eigenen Fußballverein, den FC Favourite Lüneburg, der am 10. Dezember 1905 mit dem FC Hansa Lüneburg zum SV Eintracht Lüneburg verschmolz.
1942 verursachten Luftangriffe ausgedehnte Waldbrände in der Region. Am 30. April 1945 wurde das Hauptquartier der 2. britischen Armee unter Feldmarschalls Bernard Montgomery in Häcklingen errichtet. Der Befehlshaber der 2. britischen Armee Miles Dempsey bezog in diesem Zusammenhang am 20. April 1945 die Villa Möllering als Quartier. Dort wurde den Briten am 3. Mai durch eine Delegation, die vom letzten Reichspräsidenten Karl Dönitz autorisiert war, der sich mit der letzten Reichsregierung im Sonderbereich Mürwik aufhielt, erstmals eine Teilkapitulation angeboten. Die Unterzeichnung der Teilkapitulation der Wehrmacht für Nordwestdeutschland, Dänemark und die Niederlande erfolgte am 4. Mai um 18:30 Uhr auf dem Timeloberg bei Wendisch Evern.
Am 1. März 1974 wurde das Dorf im Rahmen der Gebiets- und Verwaltungsreform in die Stadt Lüneburg eingemeindet.

### Einwohnerentwicklung
| Jahr              | Einwohner |
| ----------------- | --------- |
| 1900              | 151       |
| 1925              | 191       |
| 1933              | 206       |
| 1939              | 207       |
| 6. Juni 1961      | 427       |
| 27. Mai 1970      | 748       |
| 31. Dezember 1992 | 1271      |
| 31. Dezember 1993 | 1242      |
| 31. Dezember 1994 | 1231      |
| 31. Dezember 1995 | 1220      |
| 31. Dezember 1996 | 1339      |
| 31. Dezember 1997 | 1719      |

| Jahr              | Einwohner |
| ----------------- | --------- |
| 31. Dezember 1998 | 1940      |
| 31. Dezember 1999 | 2177      |
| 31. Dezember 2000 | 2326      |
| 31. Dezember 2001 | 2399      |
| 31. Dezember 2002 | 2476      |
| 31. Dezember 2003 | 2455      |
| 31. Dezember 2004 | 2432      |
| 31. Dezember 2005 | 2469      |
| 31. Dezember 2006 | 2498      |
| 31. Dezember 2007 | 2495      |
| 31. Dezember 2008 | 2478      |
| 31. Dezember 2009 | 2505      |

| Jahr              | Einwohner |
| ----------------- | --------- |
| 31. Dezember 2010 | 2488      |
| 31. Dezember 2011 | 2506      |
| 31. Dezember 2012 | 2453      |
| 31. Dezember 2013 | 2426      |
| 31. Dezember 2014 | 2487      |
| 31. Dezember 2015 | 2461      |

## Politik
Ortsvorsteher ist seit dem 9. November 2023 Wolfgang Güth, er folgte auf Tom Schmidt.

## Kultur und Sehenswürdigkeiten

### Sport
1971 wurde der Tennisclub Häcklingen gegründet. Die Mannschaft der Damen 40 des Tennisclubs spielt in der Verbandsliga, die Mannschaft Herren 40 errang 2006 den Meistertitel in der Kreisklasse.

## Wirtschaft und Infrastruktur

### Unternehmen
Der Ort verfügt über einen Bäcker, ein italienisches Restaurant, dem eine Pizzeria angegliedert ist, einen Biomarkt, eine Filiale eines Buchladens, einen Friseur, ein physiologisches Therapiezentrum, einen Fahrradladen, einen Versicherungsmakler, ein Supervisionsbüro sowie eine physiotherapeutische Praxis.

### Öffentliche Einrichtungen
Vom 1994 in Rettmer erbauten Feuerwehrhaus starten die drei südlichen Freiwilligen Feuerwehren Häcklingen, Rettmer und Oedeme zu Einsätzen. Sie sorgen für den Brandschutz und die allgemeine Hilfe. In den Jahren 2005/06 wurde das ehemalige Feuerwehrhaus Häcklingen in Eigenarbeit umgebaut und dient seither als Haus für die Jugendfeuerwehr.
Im Januar 2010 wurde von der Häcklinger Feuerwehr die erste Kinderfeuerwehr der Stadt Lüneburg gegründet.

### Bildung

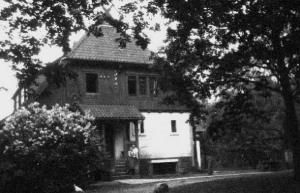
Reifensteiner Schule Häcklingen Waldhaus; heute ist das Gebäude unter dem Namen Villa Möllering bekannt.

1917–1923 war der Haus- und landwirtschaftlicher Lehrbetrieb Waldhaus Häcklingen als Frauenschule dem Reifensteiner Verband zugeordnet.
2002 wurde eine Kindertagesstätte gebaut. 2003 wurde die Grundschule erweitert, um der wachsenden Anzahl von schulpflichtigen Kindern im Einzugsgebiet Rechnung zu tragen. Nunmehr ist sie dreizügig. 2006 erhielt die Grundschule eine neue Turnhalle sowie Solaranlagen auf den Dächern von Schulgebäude und Turnhalle. Außerdem wurde ein neues gemeinsames Stadtteilzentrum für Häcklingen und Rettmer gebaut, das Bonhoeffer-Haus.
2007 zog das Lüneburger Montessori-Bildungshaus mit Grundschule, Kindergarten und Krippenbereich nach Häcklingen, wo es zunächst in Containern vor der ehemaligen psychiatrischen Klinik untergebracht wurde. Im Jahr 2016 wurde mit dem Bau eines festen Gebäudes begonnen, welches im September 2017 bezogen wurde.